# East Petersburg, Pennsylvania
East Petersburg là một thị trấn thuộc quận Lancaster, tiểu bang Pennsylvania, Hoa Kỳ. Năm 2010, dân số của thị trấn này là 4506 người.